# Гострошапка потовщена
Гострошапка потовщена (Oxymitra incrassata) — вид печіночників родини гострошапкових (Oxymitraceae).

## Поширення
Зареєстрований у Європі, й Північній Америці.